# Sassenage
Sassenage är en kommun i departementet Isère i regionen Auvergne-Rhône-Alpes i sydöstra Frankrike. Kommunen ligger i kantonen Fontaine-Sassenage som tillhör arrondissementet Grenoble. År 2022 hade Sassenage 11 579 invånare.

## Befolkningsutveckling
Antalet invånare i kommunen Sassenage
Referens:INSEE